# Équipe de Serbie masculine de water-polo
L'équipe de Serbie masculine de water-polo (Ватерполо репрезентација Србије en serbe) est l'équipe nationale qui représente la Serbie depuis septembre 2006 lors des compétitions internationales masculines de water-polo, sous l'égide de la Fédération serbe de water-polo. Elle consiste en une sélection des meilleurs joueurs serbes.

## Palmarès

### Tableau des médailles
| Jeux olympiques - (1968,1984,1988, 2016, 2020 et 2024) - (1952, 1956,1964,1980,2004) - (2000,2008, 2012) | Championnats du monde - (1986,1991,2005,2009,2015) - (2011) - (2017) | Ligue mondiale - (2007, 2008, 2010, 2011, 2013, 2014, 2015, 2016, 2017 et 2019) - (2009) |

| Coupe du monde - (2010, 2014) - (2018) | Championnat d'Europe - (1991,2001,2003,2006, 2012, 2014, 2016, 2018) - (1954,1958,1962,1977,1985,1987,1997,2008) - (1950,1958,1966,1970,2010) | Jeux méditerranéens - (2009) - (2018) |

### Palmarès détaillé
| Année | Tour      | Classement                          | J  | G  | N | P  | BP  | BC  | D   |
| ----- | --------- | ----------------------------------- | -- | -- | - | -- | --- | --- | --- |
| 2008  | troisième | Médaille de bronze, Jeux olympiques | 8  | 5  | 0 | 3  | 70  | 57  | +13 |
| 2012  | troisième | Médaille de bronze, Jeux olympiques | 8  | 6  | 1 | 1  | 99  | 66  | +33 |
| 2016  | vainqueur | Médaille d'or, Jeux olympiques      | 8  | 5  | 2 | 1  | 80  | 66  | +14 |
| 2020  | vainqueur | Médaille d'or, Jeux olympiques      | 8  | 6  | 0 | 2  | 103 | 71  | +32 |
| 2024  | vainqueur | Médaille d'or, Jeux olympiques      | 8  | 5  | 0 | 3  | 93  | 91  | +2  |
| Total |           |                                     | 40 | 27 | 3 | 10 | 445 | 351 | +94 |

| Année | Tour              | Classement                | J   | G   | P | BP   | BC  | D    |
| ----- | ----------------- | ------------------------- | --- | --- | - | ---- | --- | ---- |
| 2007  | vainqueur         | Médaille d'or, monde      | 14  | 13  | 1 | 179  | 100 | +79  |
| 2008  | vainqueur         | Médaille d'or, monde      | 12  | 12  | 0 | 151  | 62  | +89  |
| 2009  | troisième         | Médaille de bronze, monde | 10  | 9   | 1 | 104  | 56  | +48  |
| 2010  | vainqueur         | Médaille d'or, monde      | 12  | 12  | 0 | 163  | 74  | +89  |
| 2011  | vainqueur         | Médaille d'or, monde      | 12  | 11  | 1 | 142  | 83  | +59  |
| 2012  | non participante  | -                         | -   | -   | - | -    | -   | -    |
| 2013  | vainqueur         | Médaille d'or, monde      | 10  | 10  | 0 | 120  | 72  | +48  |
| 2014  | vainqueur         | Médaille d'or, monde      | 10  | 10  | 0 | 136  | 65  | +71  |
| 2015  | vainqueur         | Médaille d'or, monde      | 12  | 12  | 0 | 172  | 97  | +75  |
| 2016  | vainqueur         | Médaille d'or, monde      | 12  | 11  | 1 | 159  | 112 | +47  |
| 2017  | vainqueur         | Médaille d'or, monde      | 12  | 12  | 0 | 165  | 86  | +79  |
| 2018  | Tour préliminaire | Tour préliminaire         | 4   | 3   | 0 | 1    | 40  | +19  |
| Total | 10/12             | 9/10                      | 120 | 115 | 5 | 1531 | 828 | +703 |

| Année | Tour                  | Classement                | J  | G  | N | P | BP  | BC  | D    |
| ----- | --------------------- | ------------------------- | -- | -- | - | - | --- | --- | ---- |
| 2005  | vainqueur             | Médaille d'or, monde      |    |    |   |   |     |     |      |
|       | sous le nom de Serbie |                           |    |    |   |   |     |     |      |
| 2007  | demi-finale           | 4                         | 6  | 4  | 0 | 2 | 67  | 44  | +23  |
| 2009  | vainqueur             | Médaille d'or, monde      | 7  | 5  | 1 | 1 | 80  | 61  | +19  |
| 2011  | finaliste             | Médaille d'argent, monde  | 6  | 5  | 0 | 1 | 72  | 45  | +27  |
| 2013  | quart de finale       | 7                         | 7  | 5  | 0 | 2 | 86  | 61  | +25  |
| 2015  | vainqueur             | Médaille d'or, monde      | 6  | 6  | 0 | 0 | 73  | 43  | +30  |
| 2017  | troisième             | Médaille de bronze, monde | 6  | 5  | 0 | 1 | 80  | 41  | +39  |
| Total | 5/5                   | 2/5                       | 38 | 30 | 1 | 7 | 458 | 295 | +163 |

| Année | Tour      | Classement                 | J  | G  | N | P | BP  | BC  | D    |
| ----- | --------- | -------------------------- | -- | -- | - | - | --- | --- | ---- |
| 2006  | vainqueur | Médaille d'or, Europe      | 7  | 7  | 0 | 0 | 100 | 48  | +52  |
| 2008  | finaliste | Médaille d'argent, Europe  | 7  | 5  | 1 | 1 | 81  | 44  | +37  |
| 2010  | troisième | Médaille de bronze, Europe | 8  | 6  | 0 | 2 | 95  | 60  | +35  |
| 2012  | vainqueur | Médaille d'or, Europe      | 7  | 6  | 0 | 1 | 78  | 61  | +17  |
| 2014  | vainqueur | Médaille d'or, Europe      | 8  | 6  | 1 | 1 | 85  | 59  | +26  |
| 2016  | vainqueur | Médaille d'or, Europe      | 7  | 7  | 0 | 0 | 97  | 41  | +56  |
| 2018  | vainqueur | Médaille d'or, Europe      | 6  | 6  | 0 | 0 | 64  | 41  | +23  |
| Total | 7/7       | 5/7                        | 50 | 43 | 2 | 5 | 600 | 354 | +246 |

| Année | Tour      | Classement                | J  | G  | N | P | BP  | BC  | D   |
| ----- | --------- | ------------------------- | -- | -- | - | - | --- | --- | --- |
| 2010  | vainqueur | Médaille d'or, monde      | 6  | 5  | 0 | 1 | 77  | 53  | +24 |
| 2014  | vainqueur | Médaille d'or, monde      | 6  | 6  | 0 | 0 | 71  | 36  | +35 |
| 2018  | troisième | Médaille de bronze, monde | 6  | 4  | 1 | 1 | 83  | 49  | +34 |
| Total | 3/3       | 2/3                       | 18 | 15 | 1 | 2 | 231 | 138 | +93 |